# Édouard Herzen
Édouard Herzen (Florencia, 1877–1936) fue un químico Belga que desempeñó un papel determinante en el desarrollo de la física y química durante el siglo XX. Colaboró con Ernest Solvay y participó en seis de las siete primeras ediciones de la Conferencia Solvay.

## Biografía
Herzen era nieto de Alexander Herzen, una figura pública influyente en Rusia. En 1902 publicó su tesis sobre tensión superficial. En 1921 ocupó el cargo de director de la división de Ciencias Físicas y Químicas del Institut des Hautes-Études.
En 1924 publicó, en colaboración con el físico Hendrik Lorentz, una nota a la Academia de las Ciencias francesa titulada The Reports of Energy and Mass After Ernest Solvay. Ese mismo año escribió el popular libro La Relativité d'Einstein, publicado por Editions of New Library of Lausanne.[cita requerida]